# Homogenia latipennis
Homogenia latipennis är en tvåvingeart som beskrevs av Wulp 1892. Homogenia latipennis ingår i släktet Homogenia och familjen parasitflugor. Inga underarter finns listade i Catalogue of Life.